# Eugenia xứ Montijo
Doña María Eugenia Ignacia Augustina de Palafox y Kirkpatrick, nữ Bá tước thứ 16 của Teba, nữ Hầu tước thứ 15 của Ardales (5 tháng 5 năm 1826 - 11 tháng 7 năm 1920), hoặc gọi ngắn gọn Eugénie de Montijo (tiếng Pháp: [øʒeni də montiχo]), là Hoàng hậu cuối cùng của chế độ Quân chủ Pháp từ năm 1853 đến năm 1870 trong vai trò là vợ của Hoàng đế Napoléon III.
Chức vụ Nhiếp chính mà vị Hoàng hậu này được vài lần đảm nhận (những khi mà Hoàng đế vắng mặt và cuối cùng là trong cuộc chiến Pháp-Phổ) đã khiến bà trở thành người phụ nữ cuối cùng trong lịch sử Pháp (cho đến ngày nay) nắm quyền lãnh đạo với những đặc quyền đầy đủ dành cho một nguyên thủ quốc gia.

## Các tước hiệu quý tộc
Ngoài danh vị hoàng hậu của Pháp, bà còn giữ các tước hiệu quý tộc châu Âu khác như:
- Nữ hầu tước (Marquesa) xứ Ardales (thứ 18)
- Nữ hầu tước xứ Moya (thứ 18)
- Nữ hầu tước xứ Osera (thứ 9)
- Nữ bá tước (Condesa) xứ Teba (thứ 20)
- Nữ bá tước xứ Ablitas (thứ 9)
- Nữ bá tước xứ Baños (thứ 14)
- Nữ bá tước xứ Mora (thứ 9)
- Nữ bá tước xứ Santa Cruz de la Sierra (thứ 10)
- Nữ tử tước (Vizcondesa) xứ Calzada (thứ 10)
- Nữ nam tước (Baronesa) xứ Quinto (thứ 17)